# Apple Public Source License
La Apple Public Source License è la licenza open source sotto cui Apple ha distribuito il sistema operativo Darwin. La licenza è stata scelta appositamente per invogliare la community di sviluppatori open source a migliorare il progetto Darwin.
La prima versione della Apple Public Source License è stata approvata dalla Open Source Initiative (OSI). La versione 2.0, resa disponibile il 29 giugno 2003, è conforme alle linee guida della Free Software Foundation ed è stata anch'essa approvata dall'OSI.
La Free Software Foundation ha approvato la Apple Public Source License 2.0 come una licenza FreeSoftware, ma, mentre ha incoraggiato gli sviluppatori a lavorare su altri progetti coperti dalla nuova versione della Apple Public Source License, ha consigliato ai suddetti sviluppatori di non distribuire altri software con questa licenza, perché non è compatibile con la GNU General Public License e potrebbe interferire con progetti distribuiti interamente come software proprietario. La Free Software Foundation ha inoltre detto testualmente che la licenza Apple Public source License 2.0 non funziona secondo reali meccanismi di Copyleft, e che benché la modifica di tale licenza (dalla 1.0 alla 2.0) sia stata una cosa positiva rendendola più conforme alle caratteristiche di una vera licenza FreeSoftware, non si può comunque giudicare come positivo l'operato di Apple in quanto solo una parte di MacOS è distribuito con questa licenza.
Altri software di Apple sono stati resi disponibili sotto la Licenza Apache. Uno di questi è lo stack zeroconf Bonjour.